# Вчитель-методист
Вчитель-методист — звання, що присвоюється педагогічним працівникам, які мають кваліфікаційну категорію «спеціаліст вищої категорії», відповідають вимогам для присвоєння звань «старший учитель», а також запроваджують у навчально-виховний процес ефективні форми і методи роботи, узагальнюють передовий педагогічний досвід, беруть активну участь у розробленні шкільного компонента змісту освіти, діяльності професійних педагогічних об'єднань, асоціацій, надають практичну допомогу педагогічним працівникам інших навчально-виховних закладів в освоєнні досвіду провідних педагогів і мають власні методичні розробки, які пройшли апробацію та схвалені науково-методичними установами відповідного рівня.